# AN-M46
AN-M46 – amerykańska bomba fotograficzna wagomiaru 100 funtów. Była stosowana podczas II wojny światowej przez lotnictwo US Navy i USAAC.
Bomba AN-M46 miała cienkościenny korpus wypełniony 11,34 kg sproszkowanej masy oświetlającej. Bomba była malowana na szaro z czarnymi oznaczeniami, oliwkowo z białymi lub biało z czarnymi oznaczeniami.